# 341
341 (CCCXLI, na numeração romana)  foi um ano comum do século IV do Calendário Juliano, da Era de Cristo, e a sua letra dominical foi D (53 semanas), teve início a uma quinta-feira e terminou também a uma quinta-feira.
| Ano completo                        |
| ----------------------------------- |
| Ano comum com início à quinta-feira |

## Eventos
- Tradução da Bíblia, feita por Úlfilas, que se converteu ao cristianismo e foi consagrado bispo. Para isto, teve de inventar o alfabeto que usou na tradução.